# Лагард-Анваль
Лага́рд-Анва́ль (фр. Lagarde-Enval, окс. La Garda) — коммуна во Франции, находится в регионе Лимузен. Департамент — Коррез. Входит в состав кантона Тюль-Кампань-Сюд. Округ коммуны — Тюль.
Код INSEE коммуны — 19098.
Коммуна расположена приблизительно в 410 км к югу от Парижа, в 90 км юго-восточнее Лиможа, в 10 км к югу от Тюля.

## Население
Население коммуны на 2008 год составляло 746 человек.
| 1962 | 1968 | 1975 | 1982 | 1990 | 1999 | 2008 |
| ---- | ---- | ---- | ---- | ---- | ---- | ---- |
| 599  | 637  | 576  | 619  | 766  | 748  | 746  |

## Экономика
В 2007 году среди 467 человек в трудоспособном возрасте (15-64 лет) 333 были экономически активными, 134 — неактивными (показатель активности — 71,3 %, в 1999 году было 70,1 %). Из 333 активных работали 314 человек (160 мужчин и 154 женщины), безработных было 19 (13 мужчин и 6 женщин). Среди 134 неактивных 42 человека были учениками или студентами, 68 — пенсионерами, 24 были неактивными по другим причинам.